# Libia w okresie rządów Mu’ammara al-Kaddafiego
Libia w okresie rządów Mu’ammar al-Kaddafiego – okres rządów Mu’ammara al-Kaddafiego w Libii obejmujący od 1 września 1969 (data przewrotu) do 20 października 2011 (data śmierci przywódcy). W tym czasie na forum międzynarodowym państwo libijskie było znane pod dwiema nazwami: Libijska Republika Arabska (arab.  الجمهورية العربية الليبية) a następnie Wielka Arabska Libijska Dżamahirijja Ludowo-Socjalistyczna (arab. الجماهيرية العربية الليبية الشعبية الإشتراكية ).

## Ustrój polityczny
Libia za czasów al-Kaddafiego była dżamahirijją, w luźnym tłumaczeniu „państwem ludu”. Obowiązująca doktryna polityczna zwana Trzecią Teorią Powszechną oparta była  połączeniem idei demokracji bezpośredniej, socjalizmu i islamu. Opis systemu ustrojowego i główne założenia ww. doktryny politycznej której autorem był Mu’ammar al-Kaddafi zostały zwarte w Zielonej książce. Ciało ustawodawcze, czyli Powszechny Kongres Ludowy, miał ok. 2700 członków. Zgodnie z konstytucją proklamowaną w 1977 roku, pełnia władzy legislacyjnej należała do 178 lokalnych zgromadzeń i komitetów ludowych. Uchwalane zalecenia i projekty ustaw były przedstawiane na forum Powszechnego Kongresu Ludowego, który nadaje im formę prawną. Kongres wyłaniał dwie instytucje centralne: liczący 5 członków Sekretariat Generalny, któremu przewodniczył sekretarz generalny, sprawujący funkcję głowy państwa, oraz Generalny Komitet Ludowy pełniący funkcję rządu.

## Historia

### Przejęcie władzy przez al-Kaddafiego
Historia Libii pod rządami Mu’ammara al-Kaddafiego rozpoczęła się 1 września 1969, kiedy to grupa młodych oficerów, wykorzystując nieobecność króla Idrisa I w kraju, przeprowadziła zamach stanu detronizujący go i objęła władzę jako Rada Dowódcza Rewolucji. Pierwszym dekretem puczystów był dokument proklamujący Libijską Republikę Arabską.

### Libijska Republika Arabska

#### Polityka wewnętrzna
Po przejęciu władzy al-Kaddafi podjął działania zmierzające do monopolizacji własnej władzy i likwidacji w kraju obcych wpływów. Powołał rządzącą monopartię o nazwie Arabski Związek Socjalistyczny i został jego przewodniczącym. Dążąc do likwidacji podziałów plemiennych i marginalizacji plemiennych przywódców, zastąpił granice administracyjne tak aby przekraczały one granice zamieszkiwania poszczególnych plemion. Wprowadził w kraju szariat w ramach którego w Libii zdelegalizowano spożywanie alkoholu, zamknięto kluby nocne i kościoły chrześcijańskie, zachęcano ludność do noszenia tradycyjnych strojów a w ramach polityki panarabskiej język arabski uznano jako jedyny dopuszczalny w oficjalnych komunikatach i znakach drogowych.
Zwiększono wydajności sektora naftowego. W 1969 rząd podwyższył cenę sprzedaży ropy (za czym poszli pozostali członkowie OPEC) oraz wprowadził koncernom naftowym podatek dochodowy. Działania te przyniosły Libii miliard dodatkowych przychodów w pierwszym roku. W 1969 roku PKB państwa wynosił 3,8 miliarda dolarów amerykańskich to w 1974 roku wzrósł do 8,170 miliardów a w 1979 do 24,5 miliarda. Normy życia Libijczyków w ciągu pierwszej dekady administracji Kadafiego znacznie się poprawiły. W 1979 roku średni dochód na mieszkańca wynosił już 8170 dolarów (w porównaniu do 40 dolarów w 1951). Dochód ten był powyżej średniej wielu krajów uprzemysłowionych (w tym Wielkiej Brytanii i Włoch).
Rząd nabywał akcje największych europejskich koncernów (tj. FIAT) a także zakupił nieruchomości na Malcie i we Włoszech, które stały się cennym źródłem dochodów w latach 80., gdy zmniejszyły się zyski z ropy naftowej.

#### Polityka zagraniczna
Dążąc do zmniejszenia wpływów zachodniego bloku NATO w basenie Morza Śródziemnego na początku lat 70. Libia zwróciła się do Malty aby ta przestała udzielać własnych gruntów siłom NATO. W ramach kompromisu, rząd Malty kontynuował umożliwianie siłom NATO dostępu do wyspy pod warunkiem że sojusz nie użyje Malty jako bazy do ataku na terytoria arabskie. Gdy Wielka Brytania zaprzestała płacenia za utrzymanie baz Royal Navy na Malcie, Libia rozpoczęła finansowanie rządu wyspy.
Prowadził politykę modernizacji armii i zbrojeń. Sprzęt wojskowy zakupował we Francji i ZSRR. Dobre relacje z tym ostatnim doprowadziły do zaognienia relacji ze Stanami Zjednoczonymi, które prowadziły ze Związkiem Radzieckim zimną wojnę.
Libia za rządów pułkownika Kadafiego wspierała ruchy narodowowyzwoleńcze w Afryce (Afrykański Kongres Narodowy w Południowej Afryce, SWAPO w Namibii, FRELIMO w Mozambiku, FROLINAT w Czadzie, POLISARIO na Saharze Zachodniej), w Azji (Organizacja Wyzwolenia Palestyny, MNLF na Filipinach) i w Europie (IRA i ETA) oraz państwa Ameryki Łacińskiej rządzone przez lewicę (m.in. sandinistowską Nikaraguę). W Palestynie Kadafi popierał organizacje zbrojne tj. Ludowy Front Wyzwolenia Palestyny, Ludowy Front Wyzwolenia Palestyny – Główne Dowództwo, Demokratyczny Front Wyzwolenia Palestyny, As-Sa’ika, Front Palestyńskiej Walki Ludowej, Czarny Wrzesień i Organizacja Abu Nidala.
W 1972 razem z Egiptem i Syrią utworzyła Federację Republik Arabskich.
Pod koniec 1972 i na początku 1973 roku Libia zaatakowała Czad celem przyłączenia bogatego w uran regionu Strefa Aozou.

### Wielka Arabska Libijska Dżamahirijja Ludowo-Socjalistyczna

#### Proklamacja Dżamahirijji
W 1977 roku w wyniku rozpadu Federacji Republik Arabskich Libijska Republika Arabska przekształciła się Wielką Arabską Libijską Dżamahirijję Ludowo-Socjalistyczną, której ustrój był oparty na Zielonej książce napisanej przez al-Kaddafiego. Dzięki dochodom płynącym z bogatych złóż ropy naftowej Libia stała się krajem niezależnym od Zachodu. Miliardy dolarów uzyskanych z ropy wydano na szkoły, drogi, domy, szpitale, rozwój rolnictwa oraz broń i popieranie ruchów narodowowyzwoleńczych.
Nowo powstałe państwo, w lipcu 1977 przegrało krótkotrwałą przygraniczną wojnę z Egiptem.
We wczesnych latach 80. rząd Libii przeprowadził szereg liberalizacyjnych reform gospodarczych co zaprowadzić miało do ograniczenia spadków z dochodów z ropy naftowej. Rozpoczęła się reforma przemysłu i rolnictwa oraz doszło do ponownego otwarcia małego biznesu.
W latach 1986–1987 Libia toczyła w Czadzie tzw. wojnę Toyot.

#### Konflikt ze Stanami Zjednoczonymi
1981 roku, nowy prezydent USA Ronald Reagan nazwał Kadafiego „wściekłym psem Bliskiego Wschodu” i „międzynarodowym pariasem”. Zaostrzył stanowisko amerykańskie wobec Libii, błędnie uznając rząd tego kraju za marionetkowy reżim ZSRR. W sierpniu 1981 lotnictwo amerykańskie zestrzeliło na libijskich wodach terytorialnych dwa libijskie samoloty Su-17 (wersja 22). W odpowiedzi na to zamknięta została ambasada Libii w Waszyngtonie. Reagan wycofał z Libii część przedsiębiorstw amerykańskich co miało na celu zmniejszenie liczby Amerykanów przebywających w tym państwie. W marcu 1982 roku, USA wprowadziło embargo na libijską ropę a w styczniu 1986 roku rząd USA nakazał wszystkim firmom amerykańskim zaprzestania działalności w kraju, mimo tego że w dalszym ciągu w Libii przebywało kilkuset pracowników pochodzących z Ameryki. Pogorszone zostały również stosunki dyplomatyczne z Wielką Brytanią po tym gdy w nieznanych okolicznościach w Londynie w kwietniu 1984 roku zastrzelona została brytyjska policjantka Yvonne Fletcher a o jej zabójstwo oskarżeni zostali libijscy dyplomaci. W 1986 roku, US Navy po raz kolejny rozpoczęła ćwiczenia w Zatoce Syrtyjskiej u wybrzeży Libii, rozwścieczeni Libijczycy podjęli się próby wojskowego odwetu za ćwiczenia, akcja nie udała się a Amerykanie zatopili kilka libijskich okrętów.
W tym samym roku Amerykanie oskarżyli Libię o zorganizowanie zamachu na dyskotekę w Berlinie w 1986 roku, w zamachu zginęło dwóch amerykańskich żołnierzy. Reagan obarczając winą za zamach rząd Libii, zorganizował wojskowy odwet. Ruch ten skrytykowała CIA, która uważała, że większe zagrożenie dla interesów USA w regionie stanowi Syria a tak wzmocni tylko dobrą reputację Kadafiego, mimo rad CIA, rząd uznał Libię za „miękki cel” i zdecydował się na uderzenie. Na arenie międzynarodowej Reagana wsparła Wielka Brytania, pozostali europejscy sojusznicy Amerykanów uznali natomiast atak za niezgodny z prawem międzynarodowym. 15 kwietnia 1986 amerykańskie samoloty wojskowe rozpoczęły serię ataków powietrznych, akcja przeprowadzona została pod nazwą Operation El Dorado Canyon. Bombardowaniu uległy obiekty wojskowe w różnych częściach kraju, w ataku zginęło około 100 Libijczyków, w tym wielu cywilów.
W roku 1988 nad Lockerbie w południowej Szkocji eksplodował w powietrzu samolot pasażerski amerykańskich linii lotniczych Pan Am – zginęło łącznie 270 osób. O zamach oskarżono libijskie służby bezpieczeństwa, czego dowiedziono podczas procesu, który zaczął się w 1999 roku. Zamach miał być odwetem za bombardowanie Libii. W 1989 dwa libijskie samoloty bojowe zostały zestrzelone przez wojsko Stanów Zjednoczonych na libijskim wybrzeżu.

#### Liberalizacja polityczna
W 1992 roku ONZ nałożyła na Libię sankcje gospodarcze. Ograniczenie wymiany międzynarodowej stało się bezpośrednią przyczyną trudności gospodarczych, które doprowadziły do konfliktów politycznych wewnątrz kraju. Sankcje zostały zniesione przez ONZ 12 września 2003 roku, w wyniku przyznania się Libii do odpowiedzialności za atak w 1988 roku i zgody na wypłacenie 2,7 miliarda USD odszkodowań rodzinom ofiar zamachu. W 2009 al-Kaddafi został wybrany na jeden rok szefem Unii Afrykańskiej.
W 1999 roku Libia rozpoczęła rozmowy z brytyjskim rządem w celu normalizacji stosunków. Kaddafi w 2001 roku potępił zamach z 11 września zorganizowany przez Al-Kaidę, wyraził współczucie dla ofiar i wezwał do zaangażowania Libii w wojnę z terroryzmem wojującego islamizmu. Libia nawiązała też bliższe relacje z krajami Dalekiego Wschodu - Chinami i KRLD. Pod wpływem ataku na Irak, w grudniu 2003 roku, Libia wyrzekła się posiadania broni masowego rażenia, zlikidował program broni chemicznej i jądrowej. W rezultacie poprawiły się stosunki z USA, a w marcu 2004 roku brytyjski premier Tony Blair spotkał się z Kadafim na jednej z libijskich pustyń. W kwietniu 2004 roku Kadafi odwiedził siedzibę Unii Europejskiej w Brukseli co w rezultacie doprowadziło do poprawy stosunków rządu z państwami UE. UE zakończyła sankcje wobec Libii a w październiku 2010 roku wypłaciła Libii 50 milionów euro, które przeznaczone zostały na zatrzymanie afrykańskich imigrantów próbujących dostać się do Unii Europejskiej. W 2006 roku Libia została usunięta z amerykańskiej listy państw sponsorujących terroryzm.
Od połowy lat 90. Al-Kaddafi prowadził bardziej umiarkowaną politykę. Przywódca sfrustrowany brakiem panarabskich ideałów coraz bardziej marginalizował arabski nacjonalizm, zamiast tego zwrócił się w stronę panafrykanizmu i podkreślał afrykańską tożsamość Libii. Od 1997 do 2000 roku, Libia podpisała umowy o współpracy lub porozumienia o dwustronnej pomocy z dziesięcioma państwami kontynentu, a w 1999 roku przystąpiła jako członek założyciel do Wspólnoty Państw Sahelu i Sahary.

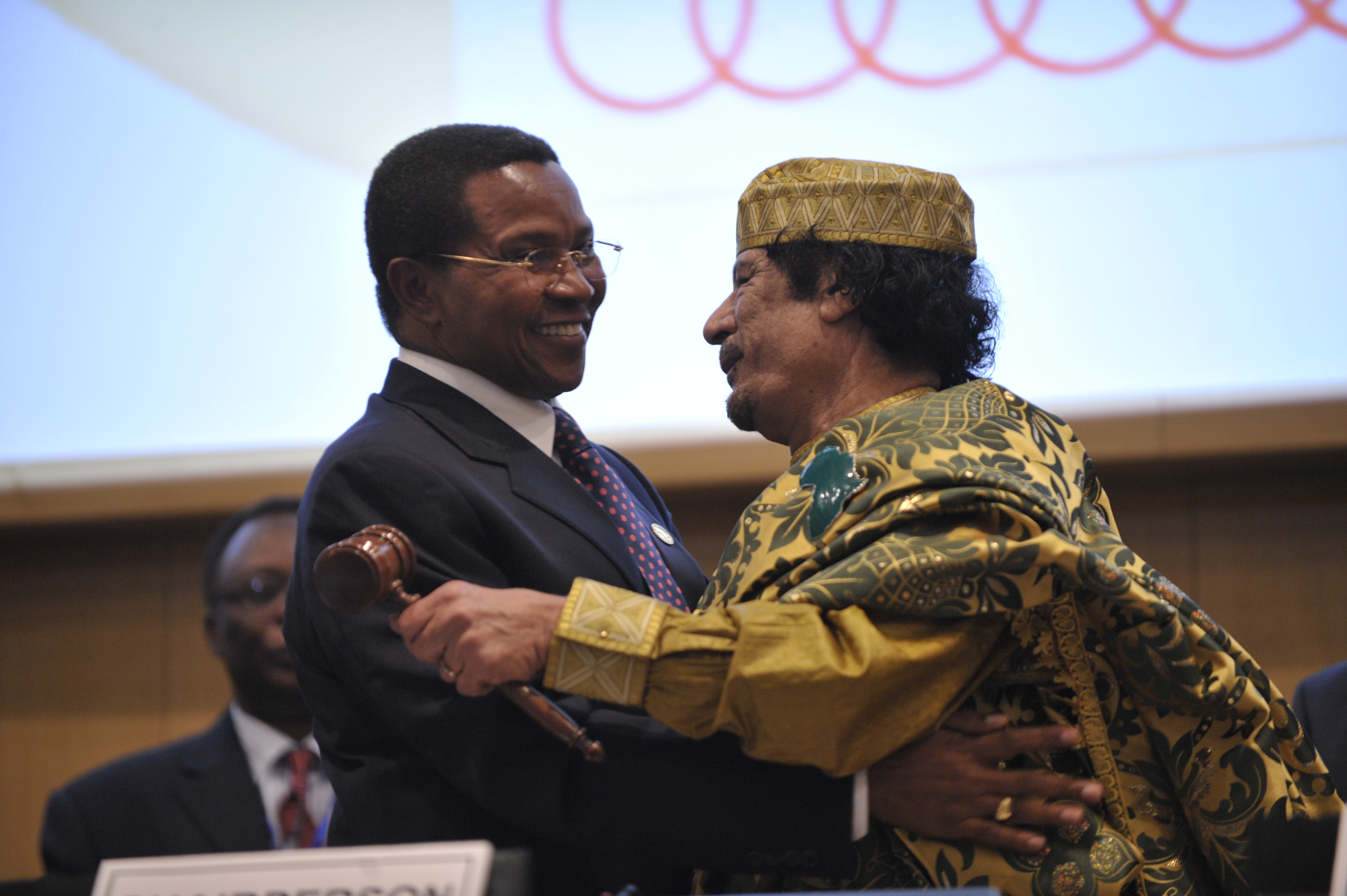
Mu’ammar al-Kaddafi i prezydent Tanzanii Jakaya Kikwete na szczycie UA w Addis Ababie. (2009)

W 2002 roku była jednym z założycieli Unii Afrykańskiej (UA). Na trzecim szycie UA, który odbył się w Libii w lipcu 2005 roku, Kaddafi wezwał do dalszego poziomu integracji. W czerwcu 2005 roku Libia dołączyła do Wspólnego Rynku Afryki Wschodniej i Południowej. W sierpniu 2008 roku został ogłoszony przez komisję plemiennych afrykańskich wodzów (wodzów) „Królem królów”. 1 lutego 2009 w Addis Abebie w Etiopii odbyła się jego ceremonia koronacyjna, co zbiegło się z jego wyborem na przewodniczącego UA na okres jednego roku.
Gospodarka Libii w XXI wieku uległa prywatyzacji. Zadowolony z przebiegu reform al-Kadafi w przemówieniu w marcu 2003 roku wezwał do prywatyzacji na szeroką skalę. W 2003 roku, przemysł naftowy został w dużej mierze sprzedany prywatnym korporacjom. Do 2004 roku bezpośrednie inwestycje zagraniczne w Libii wyniosły 40 miliardów dolarów, w porównaniu z 2003 rokiem odnotowano więc sześciokrotny wzrost.

#### Wojna domowa i upadek Kaddafiego
W 2011 w Darnie i Bengazi doszło do wybuchu antyrządowych protestów, które następnie objęły pozostałe części kraju, przeradzając się w powstanie w Libii, tłumione przez siły porządkowe i wojsko; Rada Bezpieczeństwa ONZ uchwaliła rezolucję nr 1973, która zezwoliła na podjęcie w Libii operacji wojskowej skierowanej przeciwko siłom rządowym. 19 marca 2011 odbył się „paryski szczyt w sprawie Libii” po którym lotnictwo i marynarka koalicji państw (Francja, Kanada, Włochy, Stany Zjednoczone i Wielka Brytania) rozpoczęły ostrzał celów militarnych w okolicach Trypolisu i Misraty, realizując w ten sposób rezolucję nr 1973. Akcja nosiła kryptonim Świt Odysei.
Po kilku miesiącach walk znaczną przewagę uzyskali powstańcy, którzy po trwających od 20 do 23 sierpnia, walkach zdobyli Trypolis. 26 sierpnia Narodowa Rada Tymczasowa przeniosła oficjalnie swoją siedzibę z Bengazi do Trypolisu. Miejsce pobytu byłego przywódcy nie było znane aż do 20 października 2011, kiedy to został przez powstańców schwytany a następnie w bliżej nieznanych okolicznościach zabity. Tego samego dnia padła Syrta, czyli ostatni bastion lojalistów Kaddafiego. Tym samym ostatecznie zakończył się okres rządów Mu’ammara al-Kaddafiego w Libii.